# Ixmiquilpan (municipi)
Ixmiquilpan és un municipi de l'estat d'Hidalgo. Ixmiquilpan és el cap de municipi i principal centre de població d'aquesta municipalitat. Aquest municipi és a la part occidental de l'estat d'Hidalgo. Limita al nord amb el municipi de El Cardonal, al sud amb Santiago de Anaya i Chilcuautla, l'oest amb Chapantongo i a l'est amb Metztitlán.